# Florence Kelley
Florence Kelley (Filadelfia, 12 settembre 1859 – 17 febbraio 1932) è stata una politica statunitense.

## Biografia
Si laureò presso la Cornell University, in seguito fece parte della Intercollegiate Socialist Society, un'organizzazione a favore del diritto di voto per le donne e per gli afroamericani. Influenzata dalla politica del marxismo ed era l'amica di Friedrich Engels.
Inoltre fu nominata capo ispettrice per lo stato dell'Illinois dal governatore Altgeld; successivamente si trasferiì a New York 1899-1926.